# Flachmoore bei Kunreuth
Flachmoore bei Kunreuth este o arie protejată (arie specială de conservare — SAC, sit de importanță comunitară — SCI) din Germania întinsă pe o suprafață de 14,08 ha, integral pe uscat.

## Localizare
Centrul sitului Flachmoore bei Kunreuth este situat la coordonatele 49°41′26″N 11°09′30″E / 49.6906°N 11.1583°E.

## Înființare
Situl Flachmoore bei Kunreuth a fost declarat sit de importanță comunitară în noiembrie 2004 pentru a proteja un număr necunoscut de specii din flora spontană și fauna sălbatică aflate în arealul zonei. Situl a fost protejat și ca arie specială de conservare în aprilie 2016.

## Biodiversitate
Situată în ecoregiunea continentală, aria protejată conține 3 habitate naturale: Liziere de ierburi înalte hidrofile de câmpie și de nivel montan până la alpin, Fânețe de joasă altitudine (Alopecurus pratensis, Sanguisorba officinalis), Mlaștini alcaline.
La baza desemnării sitului se află un număr nedeclarat de specii protejate.